# Campeonato Mundial de Hockey sobre Hielo Masculino de 2008
El LXXII Campeonato Mundial de Hockey sobre Hielo Masculino se celebró en Quebec y Halifax (Canadá) entre el 2 y el 18 de mayo de 2008 bajo la organización de la Federación Internacional de Hockey sobre Hielo (IIHF) y la Federación Canadiense de Hockey sobre Hielo. Es la primera vez que este torneo tiene lugar en el país donde surgió este deporte.

## Sedes
| Grupo | Ciudad  | Instalación          | Capacidad |
| ----- | ------- | -------------------- | --------- |
| A y D | Quebec  | Coliseo Pepsi        | 15 400    |
| B y C | Halifax | Halifax Metro Centre | 10 600    |

## Grupos
| Grupo A     | Grupo B        | Grupo C    | Grupo D         |
| ----------- | -------------- | ---------- | --------------- |
| Suecia      | Canadá         | Finlandia  | República Checa |
| Suiza       | Estados Unidos | Eslovaquia | Rusia           |
| Bielorrusia | Letonia        | Alemania   | Dinamarca       |
| Francia     | Eslovenia      | Noruega    | Italia          |

## Primera fase

### Grupo A
| Equipo      | J | G | EG | EP | P | GF | GC | DG  | PTS |
| ----------- | - | - | -- | -- | - | -- | -- | --- | --- |
| Suiza       | 3 | 3 | 0  | 0  | 0 | 10 | 4  | +6  | 9   |
| Suecia      | 3 | 2 | 0  | 0  | 1 | 17 | 9  | +8  | 6   |
| Bielorrusia | 3 | 1 | 0  | 0  | 2 | 9  | 9  | 0   | 3   |
| Francia     | 3 | 0 | 0  | 0  | 3 | 2  | 16 | -14 | 0   |

- Resultados

| Fecha | Hora² | Partido¹    | Partido¹ | Partido¹    | Resultado |
| ----- | ----- | ----------- | -------- | ----------- | --------- |
| 03.05 | 13:00 | Bielorrusia | -        | Suecia      | 5-6       |
| 03.05 | 19:00 | Suiza       | -        | Francia     | 4-1       |
| 05.05 | 13:00 | Suiza       | -        | Bielorrusia | 2-1       |
| 05.05 | 19:00 | Suecia      | -        | Francia     | 9-0       |
| 07.05 | 13:00 | Suecia      | -        | Suiza       | 2-4       |
| 07.05 | 19:00 | Francia     | -        | Bielorrusia | 1-3       |

- (¹) -  Todos en Quebec
- (²) -  Hora local de Quebec (UTC-4)

### Grupo B
| Equipo         | J | G | EG | EP | P | GF | GC | DG  | PTS |
| -------------- | - | - | -- | -- | - | -- | -- | --- | --- |
| Canadá         | 3 | 3 | 0  | 0  | 0 | 17 | 5  | +12 | 9   |
| Estados Unidos | 3 | 2 | 0  | 0  | 1 | 13 | 6  | +7  | 6   |
| Letonia        | 3 | 1 | 0  | 0  | 2 | 3  | 11 | -8  | 3   |
| Eslovenia      | 3 | 0 | 0  | 0  | 3 | 2  | 13 | -11 | 0   |

- Resultados

| Fecha | Hora² | Partido¹       | Partido¹ | Partido¹       | Resultado |
| ----- | ----- | -------------- | -------- | -------------- | --------- |
| 02.05 | 15:30 | Canadá         | -        | Eslovenia      | 5-1       |
| 02.05 | 19:15 | Estados Unidos | -        | Letonia        | 4-0       |
| 04.05 | 15:30 | Letonia        | -        | Canadá         | 0-7       |
| 04.05 | 19:15 | Estados Unidos | -        | Eslovenia      | 5-1       |
| 06.05 | 15:30 | Canadá         | -        | Estados Unidos | 5-4       |
| 06.05 | 19:15 | Eslovenia      | -        | Letonia        | 0-3       |

- (¹) -  Todos en Halifax
- (²) -  Hora local de Halifax (UTC-3)

### Grupo C
| Equipo     | J | G | EG | EP | P | GF | GC | DG | PTS |
| ---------- | - | - | -- | -- | - | -- | -- | -- | --- |
| Finlandia  | 3 | 2 | 1  | 0  | 0 | 11 | 5  | +6 | 8   |
| Noruega    | 3 | 1 | 0  | 1  | 1 | 6  | 10 | -4 | 4   |
| Alemania   | 3 | 1 | 0  | 0  | 2 | 7  | 10 | -3 | 3   |
| Eslovaquia | 3 | 1 | 0  | 0  | 2 | 9  | 8  | +1 | 3   |

- Resultados

| Fecha | Hora² | Partido¹   | Partido¹ | Partido¹   | Resultado |
| ----- | ----- | ---------- | -------- | ---------- | --------- |
| 03.05 | 15:30 | Alemania   | -        | Finlandia  | 1-5       |
| 03.05 | 19:15 | Eslovaquia | -        | Noruega    | 5-1       |
| 05.05 | 15:30 | Finlandia  | -        | Noruega    | 2-2 (3-2) |
| 05.05 | 19:15 | Eslovaquia | -        | Alemania   | 2-4       |
| 07.05 | 15:30 | Finlandia  | -        | Eslovaquia | 3-2       |
| 07.05 | 19:15 | Noruega    | -        | Alemania   | 3-2       |

- (¹) -  Todos en Halifax
- (²) -  Hora local de Halifax (UTC-3)

### Grupo D
| Equipo          | J | G | EG | EP | P | GF | GC | DG  | PTS |
| --------------- | - | - | -- | -- | - | -- | -- | --- | --- |
| Rusia           | 3 | 2 | 1  | 0  | 0 | 16 | 6  | +10 | 8   |
| República Checa | 3 | 2 | 0  | 1  | 0 | 16 | 9  | +7  | 7   |
| Dinamarca       | 3 | 1 | 0  | 0  | 2 | 9  | 11 | -2  | 3   |
| Italia          | 3 | 0 | 0  | 0  | 3 | 5  | 20 | -15 | 0   |

- Resultados

| Fecha | Hora² | Partido¹        | Partido¹ | Partido¹        | Resultado |
| ----- | ----- | --------------- | -------- | --------------- | --------- |
| 02.05 | 13:00 | Dinamarca       | -        | República Checa | 2-5       |
| 02.05 | 19:00 | Rusia           | -        | Italia          | 7-1       |
| 04.05 | 13:00 | República Checa | -        | Rusia           | 4-4 (4-5) |
| 04.05 | 19:00 | Italia          | -        | Dinamarca       | 2-6       |
| 06.05 | 13:00 | Rusia           | -        | Dinamarca       | 4-1       |
| 06.05 | 19:00 | República Checa | -        | Italia          | 7-2       |

- (¹) -  Todos en Quebec
- (²) -  Hora local de Quebec (UTC-4)

## Segunda fase
Clasifican los tres mejores de cada grupo y se forman dos grupos, el E con los equipos clasificados de los grupos A y D, y el F con los de los grupos C y B. Cada equipo inicia esta fase con los puntos obtenidos en los partidos disputados con los otros dos equipos de su grupo también calificados.

### Grupo E
| Equipo          | J | G | EG | EP | P | GF | GC | DG  | PTS |
| --------------- | - | - | -- | -- | - | -- | -- | --- | --- |
| Rusia           | 5 | 3 | 2  | 0  | 0 | 21 | 13 | +8  | 13  |
| República Checa | 5 | 2 | 1  | 1  | 1 | 20 | 14 | +6  | 9   |
| Suecia          | 5 | 3 | 0  | 0  | 2 | 23 | 16 | +7  | 9   |
| Suiza           | 5 | 3 | 0  | 0  | 2 | 16 | 15 | +1  | 9   |
| Bielorrusia     | 5 | 0 | 0  | 3  | 2 | 13 | 18 | -5  | 3   |
| Dinamarca       | 5 | 0 | 1  | 0  | 4 | 9  | 26 | -17 | 2   |

- Resultados

| Fecha | Hora² | Partido¹        | Partido¹ | Partido¹        | Resultado |
| ----- | ----- | --------------- | -------- | --------------- | --------- |
| 08.05 | 15:00 | Suecia          | -        | Dinamarca       | 8-1       |
| 08.05 | 19:00 | Suiza           | -        | República Checa | 0-5       |
| 09.05 | 13:00 | Rusia           | -        | Bielorrusia     | 3-3 (4-3) |
| 10.05 | 12:30 | República Checa | -        | Bielorrusia     | 2-2 (3-2) |
| 10.05 | 16:30 | Rusia           | -        | Suecia          | 3-2       |
| 11.05 | 13:00 | Dinamarca       | -        | Suiza           | 2-7       |
| 11.05 | 19:00 | Suecia          | -        | República Checa | 5-3       |
| 12.05 | 13:00 | Suiza           | -        | Rusia           | 3-5       |
| 12.05 | 19:00 | Bielorrusia     | -        | Dinamarca       | 2-2 (2-3) |

- (¹) -  Todos en Quebec
- (²) -  Hora local de Quebec (UTC-4)

### Grupo F
| Equipo         | J | G | EG | EP | P | GF | GC | DG  | PTS |
| -------------- | - | - | -- | -- | - | -- | -- | --- | --- |
| Canadá         | 5 | 5 | 0  | 0  | 0 | 30 | 9  | +21 | 15  |
| Finlandia      | 5 | 3 | 1  | 0  | 1 | 16 | 12 | +4  | 11  |
| Estados Unidos | 5 | 3 | 0  | 0  | 2 | 25 | 13 | +12 | 9   |
| Noruega        | 5 | 1 | 0  | 1  | 3 | 8  | 20 | -12 | 4   |
| Alemania       | 5 | 1 | 0  | 0  | 4 | 13 | 27 | -14 | 3   |
| Letonia        | 5 | 1 | 0  | 0  | 4 | 8  | 19 | -11 | 3   |

- Resultados

| Fecha | Hora² | Partido¹       | Partido¹ | Partido¹       | Resultado |
| ----- | ----- | -------------- | -------- | -------------- | --------- |
| 08.05 | 16:30 | Canadá         | -        | Noruega        | 2-1       |
| 08.05 | 20:15 | Estados Unidos | -        | Alemania       | 6-4       |
| 09.05 | 12:30 | Finlandia      | -        | Letonia        | 2-1       |
| 10.05 | 16:30 | Alemania       | -        | Canadá         | 1-10      |
| 11.05 | 12:30 | Noruega        | -        | Letonia        | 1-4       |
| 11.05 | 16:30 | Finlandia      | -        | Estados Unidos | 3-2       |
| 12.05 | 12:30 | Estados Unidos | -        | Noruega        | 9-1       |
| 12.05 | 16:30 | Canadá         | -        | Finlandia      | 6-3       |
| 12.05 | 20:15 | Letonia        | -        | Alemania       | 3-5       |

- (¹) -  Todos en Halifax
- (²) -  Hora local de Halifax (UTC-3)

## Fase final

### Cuartos de final
| Fecha | Hora   | Partido         | Partido | Partido   | Resultado |
| ----- | ------ | --------------- | ------- | --------- | --------- |
| 14.05 | 13:00¹ | República Checa | -       | Suecia    | 2-3       |
| 14.05 | 15:30² | Noruega         | -       | Canadá    | 2-8       |
| 14.05 | 19:15¹ | Rusia           | -       | Suiza     | 6-0       |
| 14.05 | 19:15² | Estados Unidos  | -       | Finlandia | 2-3       |

- (¹) -  Partido en Quebec (UTC-4)
- (²) -  Partido en Halifax (UTC-3)

### Semifinales
| Fecha | Hora² | Partido¹ | Partido¹ | Partido¹  | Resultado |
| ----- | ----- | -------- | -------- | --------- | --------- |
| 16:05 | 13:00 | Rusia    | -        | Finlandia | 4-0       |
| 16.05 | 17:00 | Canadá   | -        | Suecia    | 5-4       |

- (¹) -  En Quebec
- (²) -  Hora local de Quebec (UTC)-4

### Tercer puesto
| Fecha | Hora² | Partido¹  | Partido¹ | Partido¹ | Resultado |
| ----- | ----- | --------- | -------- | -------- | --------- |
| 17.05 | 15:00 | Finlandia | -        | Suecia   | 4-0       |

### Final
| Fecha | Hora² | Partido¹ | Partido¹ | Partido¹ | Resultado      |
| ----- | ----- | -------- | -------- | -------- | -------------- |
| 18.05 | 13:00 | Canadá   | -        | Rusia    | 4-4 (4-5) t.e. |

- (¹) -  En Quebec
- (²) -  Hora local de Quebec (UTC)-4
- (*) -  t.e. - tiempo extra

## Medallero
|       |        |           |
| Rusia | Canadá | Finlandia |

## Estadísticas

### Clasificación general
| 1. Rusia           |
| 2. Canadá          |
| 3. Finlandia       |
| 4. Suecia          |
| 5. República Checa |
| 6. Estados Unidos  |
| 7. Suiza           |
| 8. Noruega         |
| 9. Bielorrusia     |
| 10. Alemania       |
| 11. Letonia        |
| 12. Dinamarca      |
| 13. Eslovaquia     |
| 14. Francia        |
| 15. Eslovenia      |
| 16. Italia         |

Los dos últimos descienden a la División I